# Syndrome d'Ehlers-Danlos type arthro-chalasique
 Mise en garde médicale
Le syndrome d'Ehlers-Danlos type arthro-chalasique est l'une des formes des maladies du groupe hétérogène du Syndrome d'Ehler-Danlos. Aussi appelé type VII, il est systémique et se caractérise par une hyper mobilité des articulations, des tendons et des muscles, ainsi que douleurs, asthénie, hypotonie musculaire et déficit des muscles releveurs (myopathie distale et/ou proximale), avec une fatigue chronique par hypo-oxygénation des cellules du tissu conjonctif contenu dans tout le corps et les organes.
C'est l'un des sept types principaux de syndrome d'Ehlers-Danlos proposés en 1997. Il affecte le collagène de type-I. On le subdivise aujourd'hui en deux sous-types:
1. le type 7A résulte d'une mutation du gène COL1A1 situé sur le chromosome 17 ;
2. le type 7B résulte d'une mutation du gène COL1A2 situé sur le chromosome 7.

Maladie des plus orphelines possibles, le nombre de cas connus dans le monde serait seulement d'une trentaine de patients dans le monde, et elle serait actuellement reconnue comme la seconde forme la plus dangereuse et sévère de ce groupe de maladies, nécessitant un suivi spécifique.
Le SED arthro-chalasique est aujourd'hui reconnu par les chercheurs comme la forme la plus invalidante des maladies du tissu conjonctif, devant le Syndrome d'Ehlers-Danlos type cypho-scoliotique et devant le Lupus érythémateux disséminé. Les entorses sont très sévères, comme dans la forme VI, avec une plus grande souplesse et une plus grande fragilité des ligaments. L'on parle de "ligaments de verre", se brisant en centaines de morceaux comme du verre. Ces types d'entorses avec ligaments brisés nécessitent un temps de récupération très long et éprouvant pour le patient souvent en fauteuil roulant pendant plusieurs mois. Toute chirurgie visant à durcir les ligaments par l'insertion de clous est inefficace et hautement déconseillée.
Le type arthro-chalasique présente la plus forte prévalence d'arthrose, de destruction des cartilages et de calcification osseuse sur tout le squelette. Les douleurs articulaires sont intenses et paralysantes pendant les poussées, pouvant durer plusieurs semaines ou plusieurs mois.
Cette forme clinique est caractérisée par une luxation congénitale bilatérale (parfois unilatérale) des hanches et une hyperlaxité articulaire généralisée avec subluxations récurrentes. L'hyperextensibilité cutanée, la fragilité tissulaire avec cicatrices atrophiques et l'hypotonie musculaire complètent le tableau. La forme arthro-chalasique fonctionne par poussée et pourra être confondue avec  la polyarthrite rhumatoïde ou la Spondylarthrite ankylosante dont les symptômes sont très proches.
Forme encore mal connue, une friabilité des dents cassant très facilement est observée. Des fractures pourraient aussi apparaître avec l'âge par déficit du collagène I que l'on retrouve aussi dans la "maladie des os de verre".
La forme chalasique se définit au quotidien par une atteinte très sévère du tissu conjonctif de la cornée, avec dès le plus jeune âge une xérophtalmie de plus en plus sévère au fil des années (syndrome sec 4++), amenant le patient à vivre en permanence avec des kératites de sécheresse, voire dans les périodes de poussées, des kératites ponctuées, avec des ulcères sur la cornée qui nécessitent d'être soignés pour ne pas laisser de cicatrice sur la cornée ou pour ne pas passer dans le fond de l’œil, ce qui nécessiterait une rapide intervention chirurgicale.
Il semblerait que l'un des grands dangers qui fait la spécificité du SED arthro-chalasique soit la rupture spontanée de la cornée, entraînant une hémorragie cérébrale. Le pronostic vital est pessimiste lorsque survient un tel accident, nécessitant l'énucléation. Celle-ci peut aussi être pratiquée de manière préventive afin de sauver la vie du patient lorsque les veines oculaires et surtout lorsque la cornée sont très endommagées, annonçant la catastrophe à venir.
Comme pour le syndrome d'Ehlers-Danlos de type vasculaire, des anévrismes peuvent survenir, des phlébites, des complications cardiaques, et gynécologiques auxquelles s'ajouterait une fragilité pulmonaire plus élevée que dans les autres types et pouvant rapidement engager le pronostic vital du patient.